# Julián Villagrán (actor)
Julián Villagrán (Trebujena, Cadis, 24 de maig de 1973) és un actor espanyol de cinema i televisió. És conegut per interpretar el pintor Diego Velázquez en la sèrie espanyola El Ministerio del Tiempo.

## Biografia
Es va criar a Trebujena, des de petit es va sentir atret per la interpretació. De jove era un nen molt tímid i l'art dramàtic li va servir com a teràpia per a superar-se a si mateix. Va aprendre interpretació en Sevilla, més tard es va mudar a Madrid, on es va desenvolupar com a actor de teatre.

## Filmografia

### Cinema
- Cuando los ángeles duermen (2018)
- Abracadabra (2017)
- Gernika (2016)
- Murieron por encima de sus posibilidades (2014)
- Ciudad Delirio (2014)
- ¿Quién mató a Bambi? (2013)
- Ali (2012)
- Impávido (2012)
- Grupo 7 (2012)
- La cebra (2011)
- Extraterrestre (2011)
- De tu ventana a la mía (2011)
- Imaginario (2008)
- Bajo las estrellas (2007)
- Cabeza de perro (2006)
- AzulOscuroCasiNegro (2006)
- Bienvenido a casa (2006)
- 7 vírgenes (2005)
- Elsa y Fred (2005)
- El examinador (2005)
- Hipnos (2004)
- Astronautas (2003)
- Noviembre (2003)
- Carlos contra el mundo (2002)
- Cuando todo esté en orden (2002)
- Bailongas (2001)
- El espantapájaros (2001)
- La Duquesa Roja (1996)

### Televisió
- La Peste (2019)
- Arde Madrid (2018)
- Web Therapy (2016)
- El Ministerio del Tiempo (2015-2017)
- Fenómenos (2012-2013)
- Historias robadas (2012)
- Marco (2011-2012)
- Ángel o demonio (2011)
- El síndrome de Ulises (2007)
- Tirando a dar (2006)
- 7 días al desnudo (2006)
- Despacito y a compás (2003)
- Asalto informático (2002)
- El comisario (2002)
- Padre Coraje (2002)

## Teatre
- Escuadra hacia la muerte (2016), d'Alfonso Sastre

## Premios y candidaturas
Premios Goya
| Any  | Categoria                                     | Pel·lícula         | Resultat  |
| ---- | --------------------------------------------- | ------------------ | --------- |
| 2007 | Millor interpretació masculina de repartiment | Bajo las estrellas | Nominat   |
| 2012 | Millor interpretació masculina de repartiment | Grupo 7            | Guanyador |

Premis de la Unión de Actores y Actrices
| Any  | Categoria                        | Pel·lícula            | Resultat  |
| ---- | -------------------------------- | --------------------- | --------- |
| 2007 | Millor actor revelació           | Bajo las estrellas    | Nominat   |
| 2008 | Millor actor secundari de teatre | La taberna fantástica | Guanyador |
| 2012 | Millor actor secundari de cinema | Grupo 7               | Guanyador |

Medalles del Cercle d'Escriptors Cinematogràfics
| Any  | Categoria              | Pel·lícula         | Resultat  |
| ---- | ---------------------- | ------------------ | --------- |
| 2007 | Millor actor secundari | Bajo las estrellas | Nominat   |
| 2012 | Millor actor secundari | Grupo 7            | Guanyador |

Premis Feroz
| Any  | Categoria                                | Sèrie                    | Resultat |
| ---- | ---------------------------------------- | ------------------------ | -------- |
| 2017 | Millor actor de repartiment en una sèrie | El Ministerio del Tiempo | Nominat  |

- 2001 Guanyador de l'Esment especial en el Festival Internacional de Cinema Cinema Jove de València per Bailongas
- 2011 Guanyador del Premi al Millor actor de la secció Fantastic Features en el Festival de Cinema Fantàstic d'Austin per Extraterrestre.[4]
- 2012 Guanyador del Premi al Millor actor en el XVI Festival de Curtmetratges Tallada de Vitòria-Gasteiz per Walkie Talkie.[5]
- Guanyador del Premi ASECAN (Associació d'Escriptores i Escriptors Cinematogràfics d'Andalusia) al Millor actor per Grupo 7.[6]

2013
- Guanyador del Premi al Millor actor en el VI Festival Internacional de Cine Bajo la Luna - Islantilla Cinefórum per Walkie Talkie.[7]